# HD 154962
HD 154962，又名BD-03 4063，SAO 141535、HR 6372，是一颗恒星，视星等为6.36，位于銀經16.98，銀緯20.69，其B1900.0坐标为赤經17h 3m 38.8s，赤緯-3° 20.69′ 57″。